# 키르기스스탄의 교통

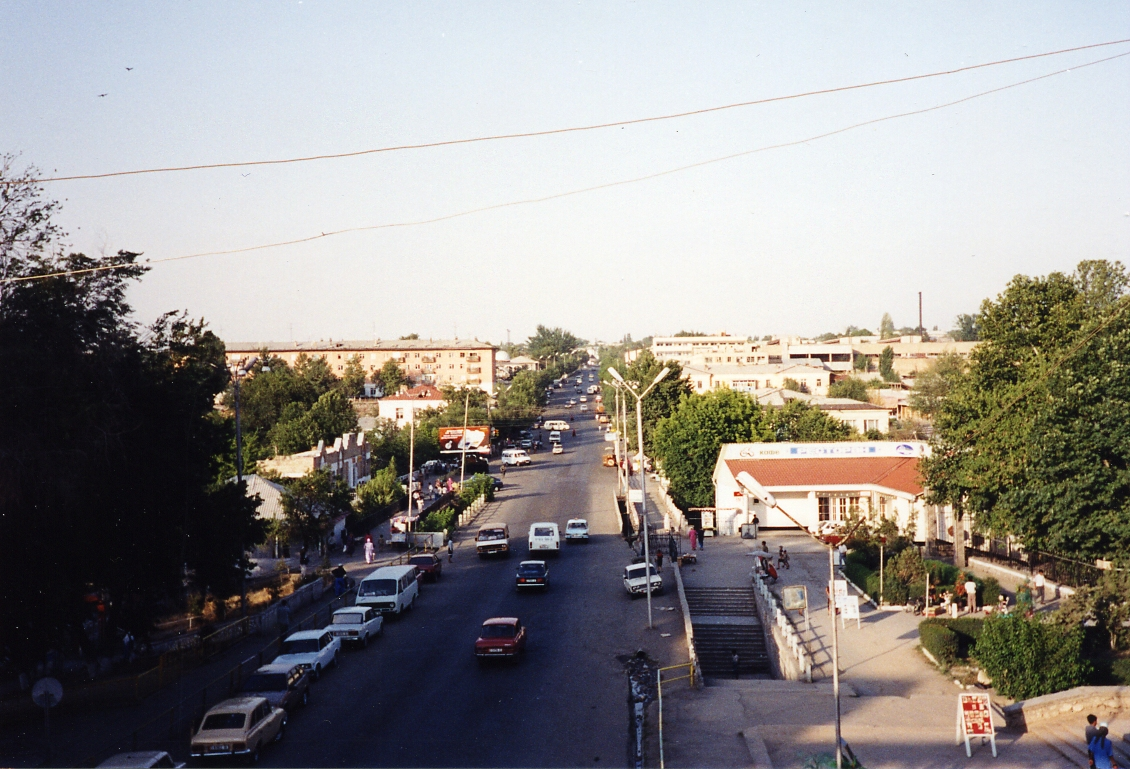
Osh의 도로

키르기스스탄의 교통은 국가의 고산 지형으로 인해 심하게 제약을 받고 있다. 도로는 가파른 계곡을 구불구불 올라가야 하며, 3,000 미터 (9,843 ft) 교차로가 있다. 고도 이상이며 진흙 미끄럼과 눈사태가 자주 발생한다. 더 멀리 떨어져 있고 고도가 높은 지역에서는 겨울 여행이 거의 불가능하다. 또 다른 문제는 소비에트 시대에 건설된 많은 도로와 철도가 오늘날 국경선과 교차하기 때문에 완전히 폐쇄되지 않은 곳을 건너려면 시간이 많이 걸리는 국경 통과 절차가 필요하기 때문이다. 말은 수입 연료에 의존하지 않기 때문에 특히 농촌과 접근하기 어려운 지역에서 여전히 많이 사용되는 운송 수단이다.

## 철도

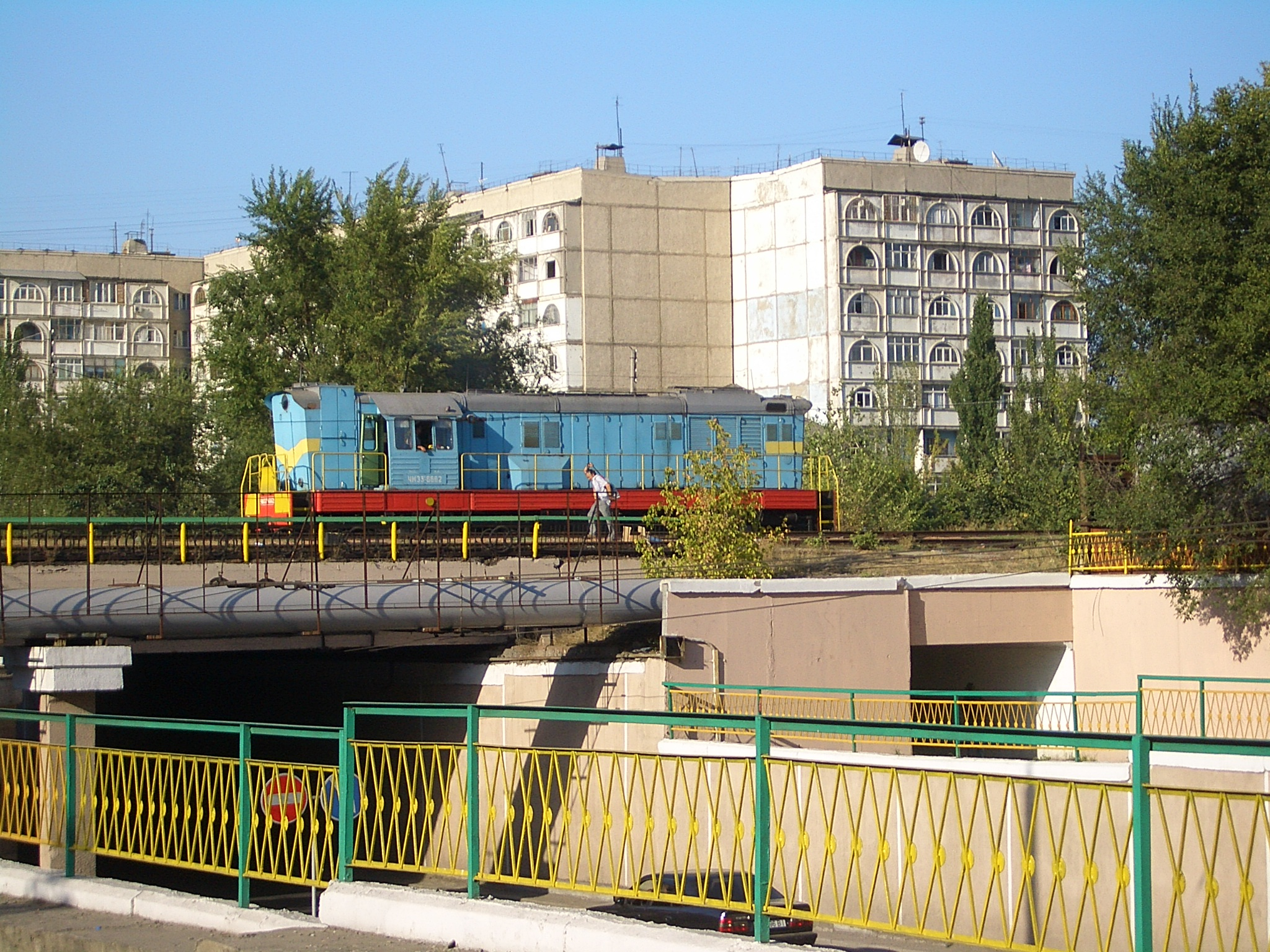
비슈케크 중앙역 근처의 디젤 기관차

Kyrgyz Railway는 현재 국가의 철도 개발 및 유지 관리를 담당하고 있다. 북쪽의 추이 계곡 과 남쪽의 페르가나 계곡은 중앙아시아에 있는 소련 철도 시스템의 종착점이었다. 소련 이후의 독립 국가가 등장하면서 행정 경계를 고려하지 않고 건설된 철도 노선이 국경선에 의해 단절되면서 교통량이 크게 줄었다. 약 370개에 달하는 키르기스스탄 내 작은 철도 노선 1,520 mm (4 ft 11 27⁄32 in)은 예전의 타슈켄트, 알마티, 러시아 도시들과의 대량의 교통량이 없이는 경제적인 가치가 거의 없다.
북쪽의 발릭치 또는 남쪽의 오시에서 중화인민공화국까지 철도를 연장하는 것에 대한 모호한 계획이 있지만 건설 비용은 엄청날 것이다.

### 인접 국가와의 철도 연결
- 카자흐스탄 - 예 - 비슈케크 지점 - 동일한 게이지
- 우즈베키스탄 - 예 - Osh 지점 - 동일한 게이지
- 타지키스탄 - 아니오 - 같은 게이지
- 중국 - 없음 - 궤간 변경 1,520 mm (4 ft 11 27⁄32 in)

### 지도
- UN 지도

## 고속도로

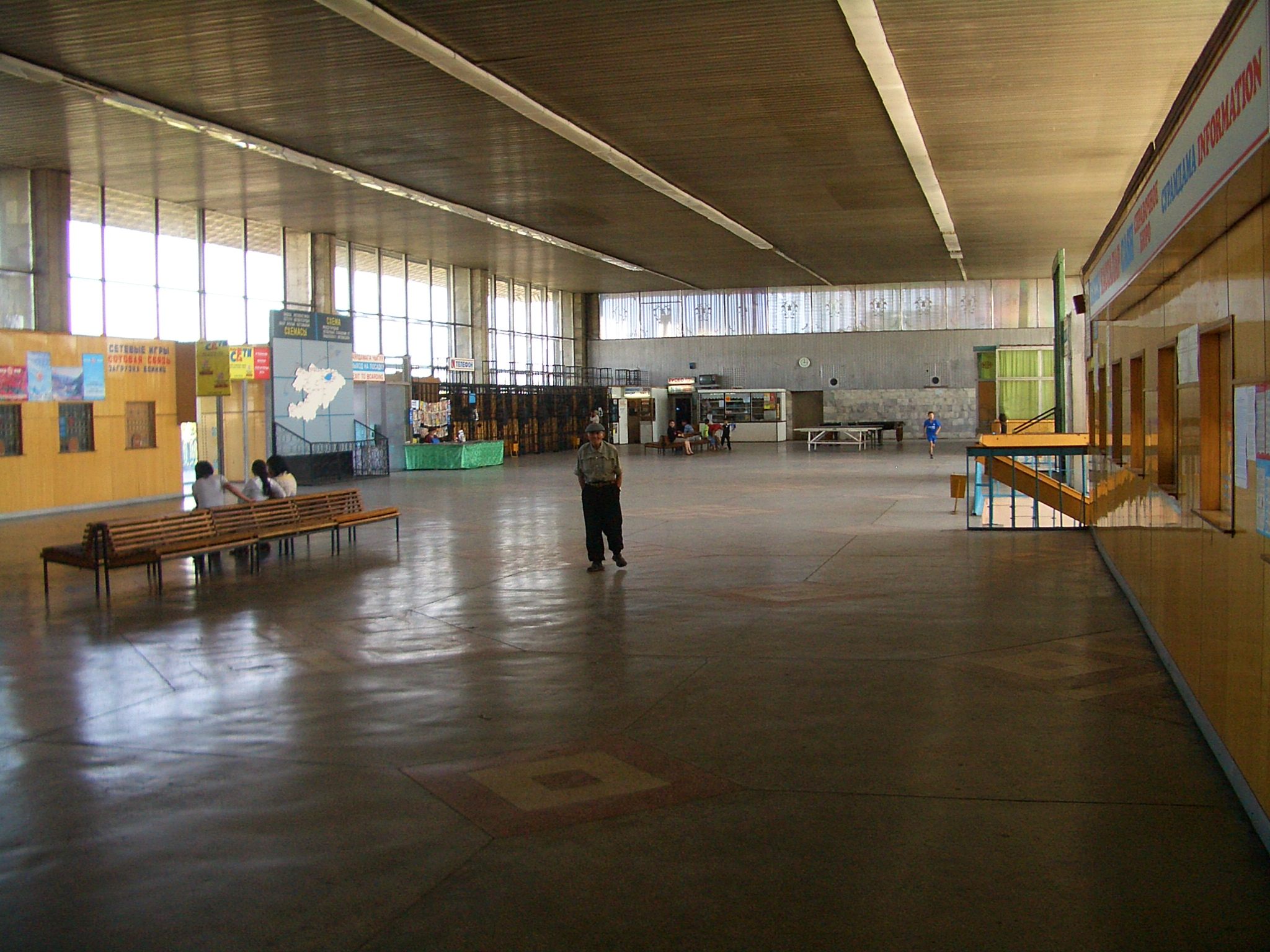
국영 대형 버스에서 미니밴으로 갈아타는 대부분의 도시 간 여행자들은 비슈케크 서쪽 버스 터미널의 궁전 같은 홀이 대부분 인적 없이 남아 있다.

아시아 개발 은행의 지원으로 비슈케크에서 오시까지 북쪽과 남서쪽을 연결하는 주요 도로가 최근  완료되었다. 이것은 북부의 Chüy Valley 와 남부의 Fergana Valley 라는 국가의 두 주요 인구 중심지 사이의 통신을 상당히 용이하게 한다. 이 도로의 분기점은 3,500미터를 가로 질러 북서쪽의 Talas Valley 로 연결된다. 현재 Osh에서 중화인민공화국으로 가는 주요 도로를 건설하기 위한 계획이 수립되고 있다.
키르기스스탄 도로망의 총 길이는 약 34,000 km. 그 중 18,810 km는 교통부 직속 공공도로이며, 15,190 km - 기타 도로(마을, 농업, 산업 등) ). 상태에 따라 교통 통신부의 도로는 다음과 같이 분류된다.
- 국제 도로: 4,163 km
- 국도: 5,678 km
- 지방도: 8,969 km

- 표면이 단단한 도로: 7,228개 km (11 포함 시멘트 콘크리트 도로 km, 4,969 km - 역청 콘크리트 표면, 2,248 km - 도로 혼합 포장)
- 자갈길: 9,961 km
- 흙도로: 1,621 킬로미터[1]

자주 운행되는 버스와 더 일반적으로 미니 버스 서비스는 국가의 주요 도시를 연결한다. 미니버스는 도시 내에서 그리고 도시와 인근 마을 사이에서 대중교통을 제공한다.
도로망의 상태는 최근에 수리되었지만 일반적으로 좋지 않다. 일반적으로 인구 밀집 지역의 주요 도로에만 조명이 켜져 있고 거리와 보도 모두에 배수구 뚜껑이 없을 수 있다. 도로는 종종 겨울 동안 쟁기질되지 않는다. 주유소는 Bishek과 Osh 외부에서는 드물다.

## 파이프라인
키르기스스탄 파이프라인 시스템의 한계는 연료 분배의 주요 장애물이다. 2006년에는 367km의 천연가스 파이프라인과 16km의 송유관이 있었고, 2003년에는 167km의 천연가스 파이프라인이 추가되었다.

## 수로
수상 운송은 Issyk Kul 호수 에만 존재하며 소비에트 연방이 끝난 이후로 크게 줄었다.

## 항구와 수로
키르기스스탄의 유일한 항구는 이식 쿨 호수의 어촌인 발릭치이다. 키르기스스탄의 강은 항해가 불가능하며 운하도 없다.

## 공항

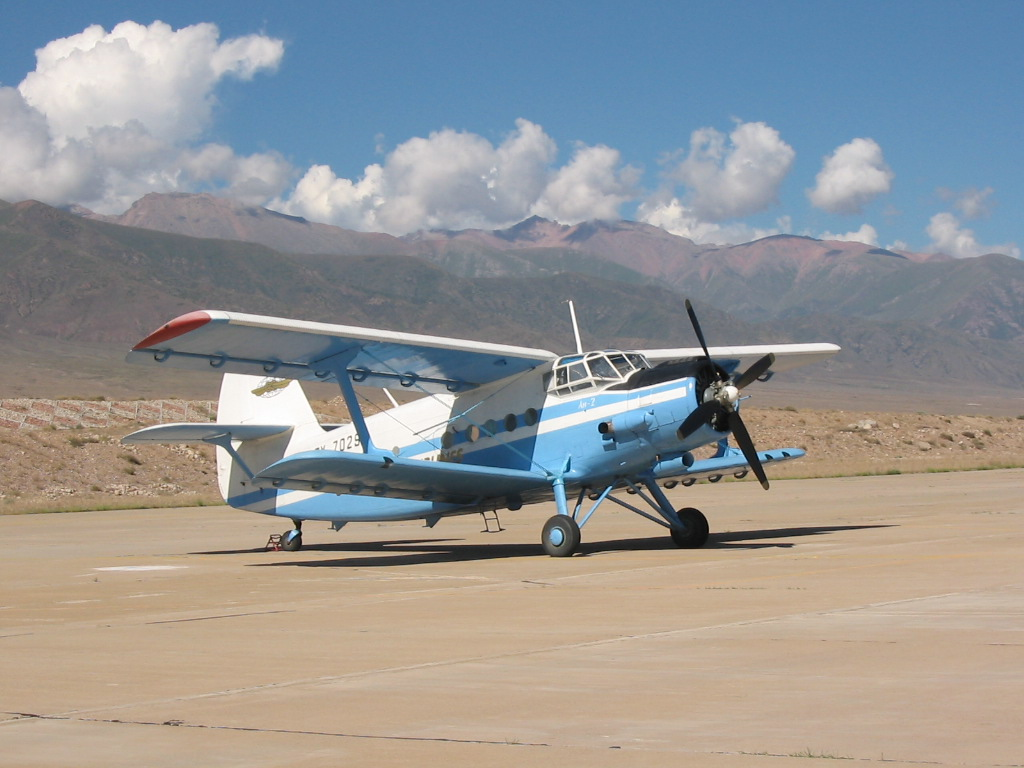
Issyk Kul Lake의 북쪽 해안에 있는 Tamchy 마을의 작은 비행장에서

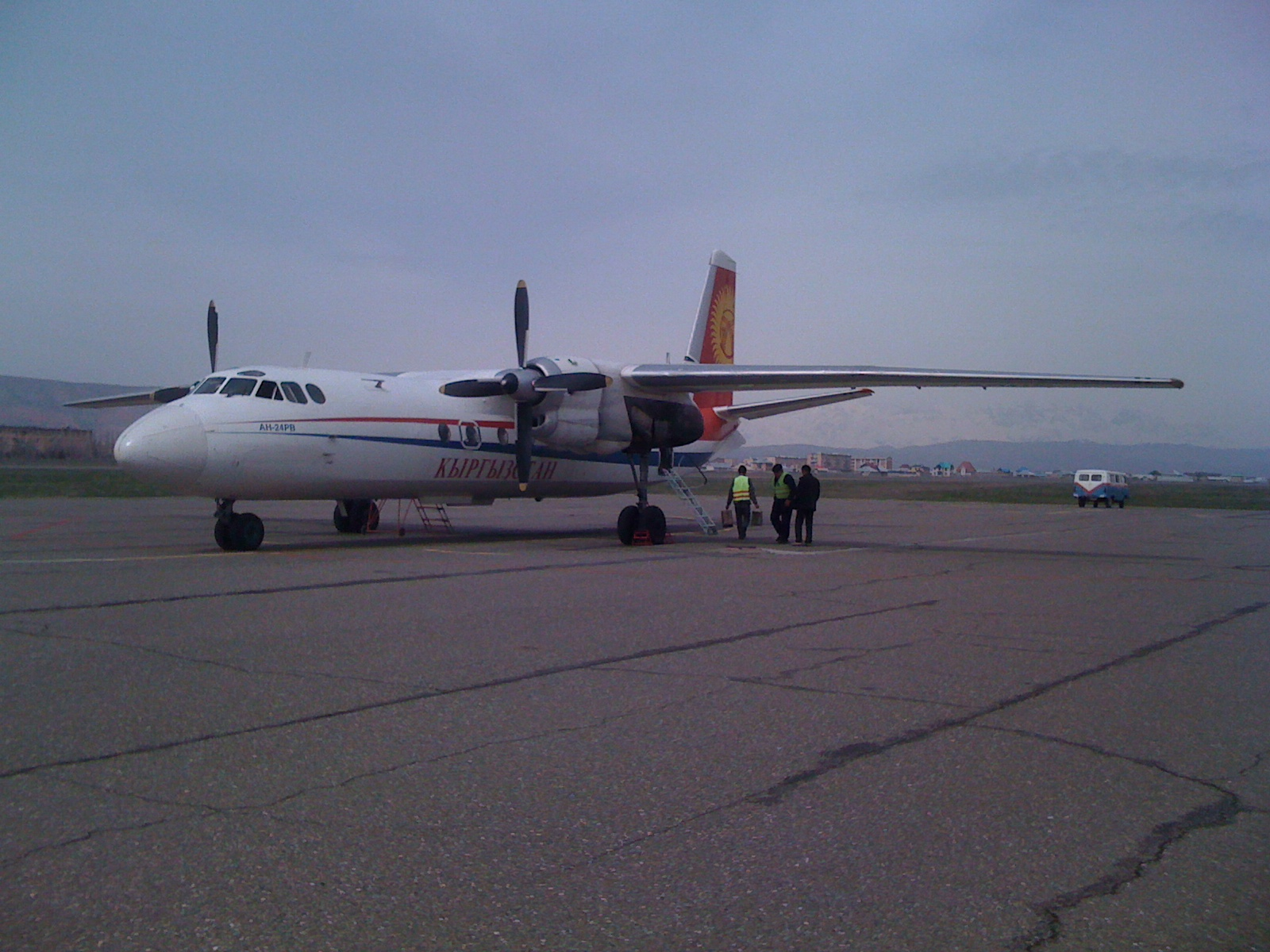
2010년 3월 7일 Jalal-Abad 공항의 Kyrgyzstan Air Company Antonov AN-24가 Bishkek행 비행을 준비한다.

소비에트 시대 말기에 키르기스스탄에는 약 50개의 공항과 활주로가 있었으며, 그 중 다수는 주로 중국과 매우 가까운 이 국경 지역에서 군사적 목적을 위해 건설되었다. 오늘날에는 그들 중 소수만이 서비스를 유지하고 있다.
비슈케크, 오쉬, 탐치, 카라콜 등 국제선이 있는 4개의 공항이 있다.

### 포장된 활주로가 있는 공항
합계: 21
3,047m 이상: 1 (비슈켁-마나스)
2,438~3,047m: 3개( Osh, Kant 및 Tokmok)
1,524~2,437m: 11개( 잘랄-아바드, 카라콜 인터내셔널, 케르벤, 카자르만, 이스파나, 바트 켄, 나린, 탈라스, 이식쿨 인터내셔널, 키질키야, 촐폰 아타)
914m 미만: 6개 (Tamga, Toktogul, Kanysh-Kiya, Pokrovka, Aravan 및 Sakaldy)
(2012)

### 비포장 활주로가 있는 공항 (대부분 사용하지 않음)
합계: 29
2,438~3,047m: 3
1,524~2,437m: 5
914~1,523m: 6개 (굴차, 다룻코르곤, 알라부카, 앳바시, 수자크, 챠트칼)
914m 미만: 15
(2012)

## 같이 보기
- 키르기스스탄
- 투르키스탄-시베리아 철도
- 유라시아 랜드 브리지
- 아시아 횡단 철도
- 소련의 운송

## 참고 문헌
1. ↑  Ministry of Transport and Communications: General Information about Road Network (in Russian) 보관됨 2010-02-13 - 웨이백 머신
2. ↑  “Kirgisia: matkustustiedote”. 《Finnish Ministry for Foreign Affairs》 (핀란드어). 2020년 2월 28일. 2020년 4월 28일에 확인함.
3. 1 2  Kyrgyzstan country profile. Library of Congress Federal Research Division (January 2007). This article incorporates text from this source, which is in the public domain.